# Otto Cartellieri
Otto Ernst Wilhelm Cartellieri (Odessa, 23 gennaio 1872 – Basilea, 13 aprile 1930) è stato uno storico e archivista tedesco.

## Biografia
Fratello di Alexander Cartellieri, fu allievo di Paul Scheffer-Boichorst con cui conseguì il dottorato a Berlino nel 1897. 
Dal 1898 al 1904 è stato membro del Monumenta Germaniae Historica e, come tale, ha avuto l'incarico dei lavori preparatori delle cronache italiane del XIII secolo. Dal 1910 è stato professore associato di storia medievale e moderna all'Università di  Heidelberg, dove aveva conseguito l'Habilitation nel 1904.
Ha poi lavorato per breve tempo presso la biblioteca dell'Università di Heidelberg  (dal 1922), e quindi, dal 1924, come archivista presso il Generallandesarchiv di Karlsruhe. 
Il suo lascito è depositato alla biblioteca universitaria di Heidelberg sotto la collocazione  Heid. 2851-2872 ms.